# Прапор Нового Бугу
Пра́пор Ново́го Бу́гу — офіційний геральдичний символ міста Новий Буг Миколаївської області, затверджений Новобузькою міською радою рішенням № 114 від 13 травня 2011 р.

## Опис
Кольори прапора і символіка частково повторюють кольори і символіку герба Нового Бугу. Прапор квадратної форми поділений горизонтально на три рівновеликі поля: синє, біле і малинове. Від древка три горизонтальні поля обмежуються вертикальною прямою стрічкою жовтого кольору із стилізованим орнаментом народної вишиванки синього кольору з таким же відтінком. На перетині білого і малинового полів по їх центру червоний православний хрест у жовтому сяйві та білою лиштвою на малиновому полі.
Автор прапора: Кислий А. Є. (м. Новий Буг), співавтор Янушкевич І. Д. — член ради Українського геральдичного товариства (м. Миколаїв).